# عبد الكريم بهلول
عبد الكريم بهلول (بالفرنسية: Abdelkrim Bahloul )‏ (و. 1950 – م) هو مخرج سينمائي، وكاتب سيناريو، وممثل من فرنسا .

## روابط خارجية
- عبد الكريم بهلول على موقع IMDb (الإنجليزية)
- عبد الكريم بهلول على موقع قاعدة بيانات الأفلام العربية
- عبد الكريم بهلول على موقع ألو سيني (الفرنسية)
- عبد الكريم بهلول على موقع أول موفي (الإنجليزية)
- عبد الكريم بهلول على موقع قاعدة بيانات الأفلام السويدية (السويدية)
- عبد الكريم بهلول على موقع قاعدة بيانات الفيلم (الإنجليزية)
- عبد الكريم بهلول على موقع كينوبويسك (الروسية)